# 6741 Liyuan
6741 Liyuan (1994 FX) là một tiểu hành tinh vành đai chính được phát hiện ngày 31 tháng 3 năm 1994 bởi K. Endate và K. Watanabe ở Kitami.